# وحید چمانی
وحید چمانی (زادهٔ ۱۳۶۳)، نقاش سورئالیست اهل تهران، ایران است. او عضو پیوسته انجمن نقاشان ایران و عضو بنیاد ملی نخبگان ایران است. از او به‌عنوان یکی از نقاشان اسطوره‌گرا و گروتسک معاصر ایران یاد می‌شود. آثار او در بسیاری از مجموعه‌های سرشناس جهانی، از جمله گالری ساعتچی نگهداری می‌شوند.

## جوایز و افتخارات
- برگزیدهٔ هفتمین دوسالانه نقاشی ایران
- برندهٔ جایزهٔ ویژه دومین نمایشگاه تصویرسازی بین‌المللی ادیان توحیدی
- برندهٔ جایزه ویژهٔ سومین جشنواره هنر جوان
- برندهٔ جایزهٔ منتخب برنامهٔ آرت بریج واشینگتن، ایالات متحده
- برندهٔ جایزه هنر مجک آف پرشیا در لندن
- برگزیدهٔ جشنوارهٔ هنری فابر کاستل